# キャスパー (哨戒フリゲート)
|          | |
| 艦歴     | |
| 発注     | |
| 起工     | 1943年10月17日                                                                                                  |
| 進水     | 1943年12月27日                                                                                                  |
| 就役     | 1944年3月31日                                                                                                   |
| 退役     | 1946年5月16日                                                                                                   |
| その後   | 1947年5月20日に売却                                                                                             |
| 除籍     | |
| 性能諸元 | |
| 排水量   | 基準 1,430トン 満載 2,415トン                                                                                   |
| 全長     | 303 ft 11 in (92.6 m)                                                                                           |
| 全幅     | 37 ft 6 in (11.4 m)                                                                                             |
| 吃水     | 13 ft 8 in (4.1 m)                                                                                              |
| 機関     | ボイラー3基 5,500軸馬力 タービン2基 2軸推進                                                                     |
| 最大速力 | 20ノット (37 km/h)                                                                                              |
| 航続距離 | |
| 乗員     | 190名 |
| 兵装     | 3インチ50口径対空砲3門 40mm機関砲 4門 20mm機関砲 9門 ヘッジホッグ 1基 対潜爆雷投射機（Y砲）8基 爆雷投下軌条 2条 |

キャスパー (USS Casper, PF-12) は、アメリカ海軍の哨戒フリゲート。タコマ級フリゲートの1隻。艦名はワイオミング州キャスパーに因む。

## 艦歴
キャスパーは海事委任契約の下1943年10月17日にカリフォルニア州リッチモンドのカイザー・カーゴ社で起工する。1943年12月27日にE・J・スポルディング夫人によって進水し、1944年3月31日に艦長F・J・シェイバー沿岸警備隊少佐の指揮下就役した。
就役後キャスパーはウェスタン・シー・フロンティアに合流した。1944年9月30日にサンフランシスコを出航し、シアトル沖での天候観測後11月6日に帰還した。サンフランシスコを拠点としてキャスパーは航空警戒、天候観測任務に従事し、アメリカ合衆国本土と真珠湾の間で活動した。サンフランシスコで国際連合の結成会議が1945年4月25日から始まり、キャスパーはファラロン諸島から2度の警戒巡視を行った。
キャスパーは1946年4月4日にサンフランシスコを出航、サウスカロライナ州チャールストンに向かい、同地で1946年5月16日に退役した。その後1947年5月20日に売却された。